# Fran Schmidt
Fran Schmidt tudi Šmid, slovenski igralec, * 6. februar 1849, Ljubljana, † 26. februar 1893, Žiri.

## Življenje in delo
Rojen je bil očetu Francu nemškega rodu in materi Apoloniji, roj. Eržen. Oče je imel kavarno in gostilno (Za zidom, v Špitalski ulici), kjer so se shajali tedanji narodni možje. V Ljubljani je obiskoval štiri razredno gimnazijo med 1861 in 1866 (od 1862 je bil njegov sošolec Janko Kersnik), med 1866 in 1868 pa učiteljišče in postal zasebni učitelj. 
Kot igralec in pevec je med 1869 in 1878 nastopal v junaških in ljubezenskih vlogah (Tulpenheim v Linhartovi Županovi Micki; Karl Moor v Schillerjevih Razbojnikih) v Dramatičnem društvu. Poučeval je tudi na ljubljanski dramski šoli. Ko se je 1878 skrčila podpora in je društvo prenehalo s predstavami, je odšel v učiteljski poklic in 1887 dosegel stalno namestitev. Vabila, da bi pristopil k nemškemu gledališču, ni sprejel. 
Iz nemščine in francoščine je prevedel več iger. Umrl pa je za jetiko v Žireh.